# 로버트 위즈덤
로버트 위즈덤(Robert Wisdom, 1953년 9월 14일 ~ )은 미국의 배우이다.

## 출연 작품

### 영화
- 헬레이저 4 브러드라인 (1996)
- 댓 싱 유 두 (1996)
- 볼케이노 (1997)
- 페이스 오프 (1997)
- 마이티 조 영 (1998)
- 리빙 하바나 (2000)
- 오스모시스 존스 (2001)
- 가장과 익명 (2003)
- 듀플렉스 (2003)
- 올랜도블룸의 위험한 열정 (2004)
- 레이 (2004)
- 포가튼 (2004)
- 모짜르트와 고래 (2005)
- 프리덤 라이터스 (2007)
- 섹스 앤 데스 (2007)
- 콜렉터 (2009)
- 미라클맨 (2010)
- 원초적 본능 2015 (2010)
- 램파트 (2011)
- 다크 나이트 라이즈 (2012)
- 프리랜서스 (2012)
- 더 로프트: 비밀의 방 (2014)
- 언포겟터블 (2017)
- 작전명 비스트 (2018)
- 머더리스 브루클린 (2019)
- 휴가 친구 (2021, Vacation Friends)

### 텔레비전
- 더 빌 (1990)
- 아가사 크리스티: 명탐정 포와로 (1993)
- 달마 앤 그렉 (1998)
- ER (2001)
- 더 디스트릭트 (2001)
- 뉴욕경찰 24시 (2002)
- 저징 에이미 (2003)
- 더 와이어 (2003-08)
- 프리즌 브레이크 (2007-08)
- 수퍼내추럴 (2008-09)
- NCIS (2009)
- 라이 투 미 (2009)
- 내가 그녀를 만났을 때 (2009)
- 성범죄수사대: SVU (2009)
- 번 노티스 (2010-11)
- 니키타 (2011)
- 내슈빌 (2012-13)
- 그레이 아나토미 (2013)
- 레전드 (2014)
- 시카고 PD (2014-15)
- 12 몽키즈 (2015)
- 볼러스 (2015-19)
- 로즈우드 (2016-17)
- 에일리어니스트 (2018-20)
- 블루 블러드 (2019)
- 왓치맨 (2019)
- 헬스트롬 (2020)
- 블랙 버드 (2022)
- 배리 (2022-23)
- 스타 트렉: 스트레인지 뉴 월드 (2023)